# Georg Erler (Künstler)
Georg Oskar Erler (* 15. Oktober 1871 in Dresden; † 6. Juli 1950 in Bad Reichenhall) war ein deutscher Maler, Grafiker und Hochschullehrer.

## Leben

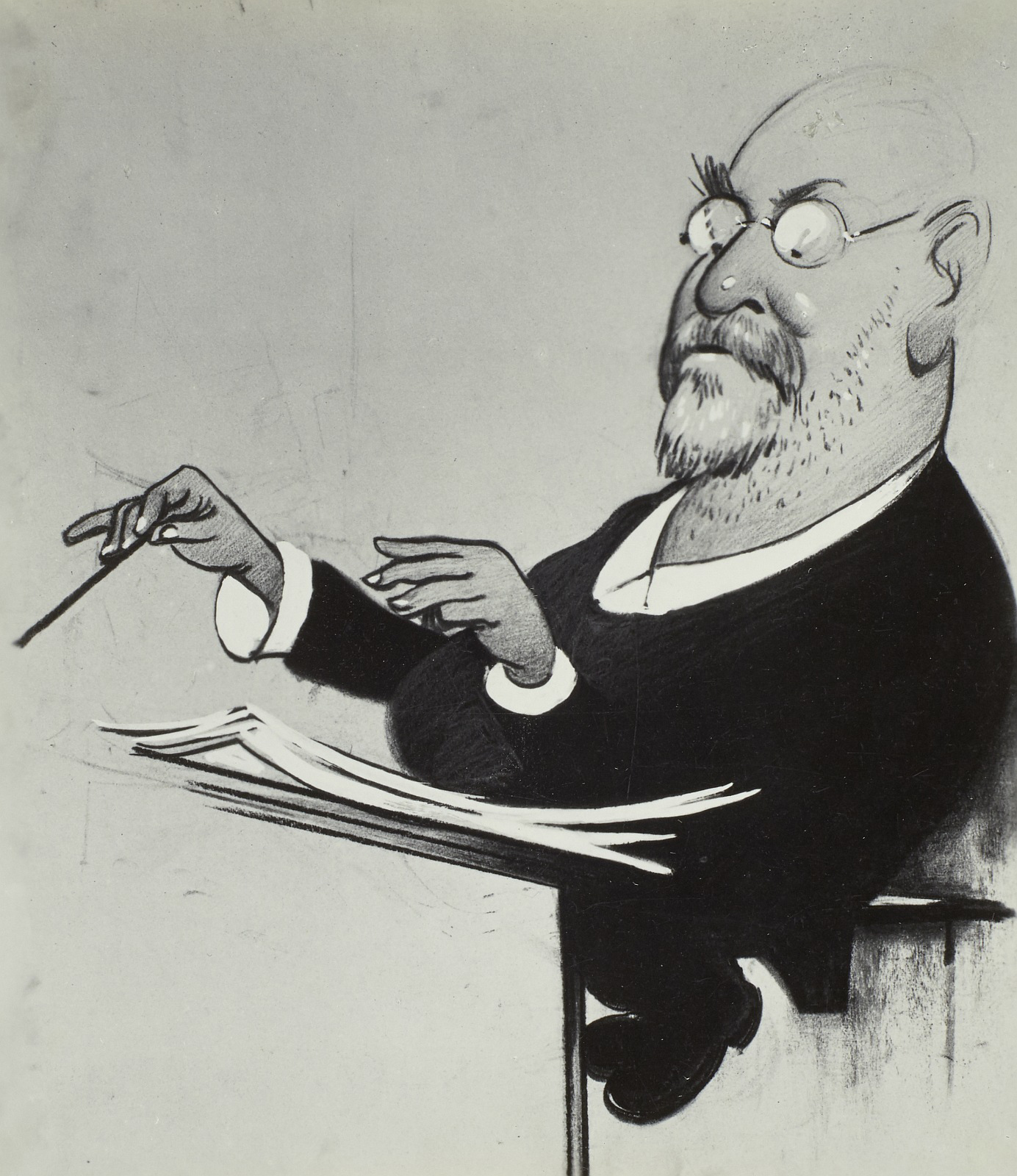
Karikatur das Kapellmeisters Adolf Hagen von Georg Erler (1914)

Der Sohn eines Dresdner Schlossermeisters besuchte von 1891 bis 1894 die Dresdner Kunstgewerbeschule und anschließend bis 1898 die Kunstakademie, die er als Schüler von Gotthardt Kuehl abschloss. Zu seinen weiteren Lehrern zählte Hugo Bürkner. Studienreisen nach Paris (1897), München (1898) und Rom folgten.
Erler ließ sich in seiner Heimatstadt Dresden nieder und hatte schnell Erfolg. Mit der großformatigen Radierung Andacht der Bergleute vor der Schicht erlangte er 1887 die große goldene Medaille, 1901 mit der ebenfalls großformatigen Radierung Zwischen der Arbeit das zweijährige römische Stipendium der Akademie. Er zählte 1902 gemeinsam mit Ferdinand Dorsch und anderen Schülern Kuehls zu den Gründungsmitgliedern der Künstlergruppe Die Elbier. 1909 war er Gründungsmitglied der Künstlervereinigung Dresden. Von 1913 bis 1937 war Erler Professor für figürliches Zeichnen an der Dresdner Kunstgewerbeakademie, wo er als Hochschullehrer beliebt und einflussreich war. Zu seinen Schülern gehörten u. a. Adelhelm Dietzel, Kurt Eichler, Alfred Hesse, Franz Gaudeck und Helmut Rudolph.
In Erlers umfangreichem Werk steht die Graphik im Vordergrund. Ab 1900 schuf er zahlreiche Karikaturen, die ihn rasch bekannt machten. Das Kunstgewerbemuseum Dresden ehrte Erler 1932 mit einer Ausstellung, die eine Auswahl seiner Karikaturen zeigte. Erlers malerische Produktion ist vergleichsweise gering.
Erler beherrschte vor allem die Technik der Radierung meisterhaft. Er schuf Stadtansichten, Landschaften und Aktdarstellungen. Wie viele Künstler seiner Generation, die die Kunstakademie Dresden um 1900 absolvierten, sah Erler seine künstlerischen Aufgaben in der Vermittlung von Schönheit und Harmonie.
Das Adressbuch weist Erler 1943 in der Reinickstraße 2 aus.
Zahlreiche Werke Erlers gingen beim Bombenangriff auf Dresden am 13. Februar 1945 verloren. Die letzten Lebensjahre verbrachte der Künstler in Ainring in Oberbayern. Den Verlust seines Dresdner Ateliers verschmerzte er nie. Bis zu seinem Tod hielt er regen Kontakt zu seinen Dresdener Freunden.